# Chine aux Jeux olympiques d'hiver de 2022
La Chine est le pays hôte aux Jeux olympiques d'hiver de 2022 à Pékin en Chine du 4 au 20 février 2022. Il s'agit de sa douzième participation à des Jeux d'hiver.

## Athlètes engagés
Aux Jeux olympiques d'hiver de 2022, les athlètes de l'équipe de Chine participent aux épreuves suivantes : 
| Sport                                | Hommes | Femmes | Total |
| ------------------------------------ | ------ | ------ | ----- |
| Biathlon                             | 4      | 4      | 8     |
| Bobsleigh                            | 9      | 4      | 13    |
| Combiné nordique                     | 4      | 0      | 4     |
| Curling                              | 6      | 6      | 12    |
| Hockey sur glace                     | 25     | 23     | 48    |
| Luge                                 | 3      | 1      | 4     |
| Saut à ski                           | 4      | 2      | 6     |
| Skeleton                             | 2      | 2      | 4     |
| Ski acrobatique                      | 9      | 11     | 20    |
| Ski alpin                            | 2      | 2      | 4     |
| Ski de fond                          | 6      | 6      | 12    |
| Snowboard                            | 5      | 8      | 13    |
| Patinage artistique                  | 4      | 4      | 8     |
| Patinage de vitesse                  | 6      | 8      | 14    |
| Patinage de vitesse sur piste courte | 5      | 5      | 10    |
| Total                                | 96     | 86     | 182   |

## Médaillés
| Sport                                | Discipline       | Athlète(s)                                           | Performance    | Date       |
| ------------------------------------ | ---------------- | ---------------------------------------------------- | -------------- | ---------- |
| Patinage artistique                  | Couples          | Sui Wenjing Han Cong                                 | 239,88 points  | 19 février |
| Patinage de vitesse                  | 500 m hommes     | Gao Tingyu                                           | 34 s 32        | 12 février |
| Patinage de vitesse sur piste courte | Relais mixte     | Qu Chunyu Fan Kexin Wu Dajing Ren Ziwei Zhang Yuting | 2 min 37 s 34  | 5 février  |
| Patinage de vitesse sur piste courte | 1 000 m hommes   | Ren Ziwei                                            | 1 min 26 s 768 | 7 février  |
| Ski acrobatique                      | Big air femmes   | Gu Ailing                                            | 188,25 points  | 8 février  |
| Ski acrobatique                      | Sauts femmes     | Xu Mengtao                                           | 101,10 points  | 14 février |
| Ski acrobatique                      | Sauts hommes     | Qi Guangpu                                           | 129,00 points  | 16 février |
| Ski acrobatique                      | Half-pipe femmes | Gu Ailing                                            | 95,25 points   | 18 février |
| Snowboard                            | Big air hommes   | Su Yiming                                            | 182,50 points  | 15 février |

| Sport                                | Discipline        | Athlète(s)                         | Performance    | Date       |
| ------------------------------------ | ----------------- | ---------------------------------- | -------------- | ---------- |
| Ski acrobatique                      | Sauts par équipes | Xu Mengtao Jia Zongyang Qi Guangpu | 324,22 points  | 10 février |
| Ski acrobatique                      | Slopestyle femmes | Gu Ailing                          | 86,23 points   | 15 février |
| Snowboard                            | Slopestyle hommes | Su Yiming                          | 88,70 points   | 7 février  |
| Patinage de vitesse sur piste courte | 1 000 m hommes    | Li Wenlong                         | 1 min 29 s 917 | 7 février  |

| Sport                                | Discipline            | Athlète(s)                                  | Performance   | Date       |
| ------------------------------------ | --------------------- | ------------------------------------------- | ------------- | ---------- |
| Skeleton                             | Hommes                | Yan Wengang                                 | 4 min 1 s 77  | 11 février |
| Patinage de vitesse sur piste courte | Relais 3 000 m femmes | Han Yutong Qu Chunyu Fan Kexin Zhang Yuting | 4 min 3 s 863 | 13 février |

| Sport               |   |   |   | Total |
| ------------------- | - | - | - | ----- |
| Patinage artistique | 1 | 0 | 0 | 1     |
| Patinage de vitesse | 1 | 0 | 0 | 1     |
| Skeleton            | 0 | 0 | 1 | 1     |
| Ski acrobatique     | 4 | 2 | 0 | 6     |
| Short-track         | 2 | 1 | 1 | 4     |
| Snowboard           | 1 | 1 | 0 | 2     |
| Total               | 9 | 4 | 2 | 15    |

| Jour       |   |   |   | Total |
| ---------- | - | - | - | ----- |
| 5 février  | 1 | 0 | 0 | 1     |
| 7 février  | 1 | 2 | 0 | 3     |
| 8 février  | 1 | 0 | 0 | 1     |
| 10 février | 0 | 1 | 0 | 1     |
| 11 février | 0 | 0 | 1 | 1     |
| 12 février | 1 | 0 | 0 | 1     |
| 13 février | 0 | 0 | 1 | 1     |
| 14 février | 1 | 0 | 0 | 1     |
| 15 février | 1 | 1 | 0 | 2     |
| 16 février | 1 | 0 | 0 | 1     |
| 18 février | 1 | 0 | 0 | 1     |
| 19 février | 1 | 0 | 0 | 1     |
| Total      | 9 | 4 | 2 | 15    |

| Sexe   |   |   |   | Total |
| ------ | - | - | - | ----- |
| Femmes | 3 | 1 | 1 | 5     |
| Hommes | 4 | 2 | 1 | 7     |
| Mixte  | 2 | 1 | 0 | 3     |
| Total  | 9 | 4 | 2 | 15    |

| Athlète      | Sport           |   |   |   | Total |
| ------------ | --------------- | - | - | - | ----- |
| Gu Ailing    | Ski acrobatique | 2 | 1 | 0 | 3     |
| Ren Ziwei    | Short-track     | 2 | 0 | 0 | 2     |
| Qi Guangpu   | Ski acrobatique | 1 | 1 | 0 | 2     |
| Xu Mengtao   | Ski acrobatique | 1 | 1 | 0 | 2     |
| Su Yiming    | Snowboard       | 1 | 1 | 0 | 2     |
| Fan Kexin    | Short-track     | 1 | 0 | 1 | 2     |
| Qu Chunyu    | Short-track     | 1 | 0 | 1 | 2     |
| Zhang Yuting | Short-track     | 1 | 0 | 1 | 2     |

## Résultats

### Biathlon
| Fangming Cheng | 56 min 7 s 8     | 6 (2+1+0+3)  | 69e | 25 min 53 s 3 | 1+0 | 32e | 43 min 30 s 4 | 4 (1+2+1+0) | 22e | 44 min 26 s 8 | 4 (4+0+0+0) | 30e |
| Yan Xingyuan   | 53 min 40 s 6    | 3 (1+1+1+0)  | 39e | 26 min 16 s 7 | 1+0 | 40e | 45 min 30 s 2 | 5 (2+1+1+1) | 41e | -             | -           | -   |
| Zhang Chunyu   | 1 h 7 min 12 s 2 | 12 (2+4+5+1) | 92e | 27 min 14 s 2 | 0+1 | 76e | -             | -           | -   | -             | -           | -   |
| Zhu Zhenyu     | 58 min 42 s 6    | 4 (1+2+1+0)  | 83e | 27 min 28 s 6 | 2+1 | 81e | -             | -           | -   | -             | -           | -   |

| Chu Yuanmeng | 48 min 58 s 8 | 2 (0+0+0+2) | 35e | 23 min 32 s 6 | 1+1 | 61e | -             | -           | -   |
| Ding Yuhuan  | 54 min 14 s 6 | 5 (2+1+0+2) | 81e | 24 min 33 s 1 | 1+1 | 76e | -             | -           | -   |
| Meng Fanqi   | 49 min 56 s 5 | 2 (0+0+0+2) | 47e | 23 min 33 s 7 | 1+0 | 62e | -             | -           | -   |
| Tang Jialin  | 51 min 16 s   | 4 (1+1+1+1) | 59e | 23 min 3 s 5  | 1+0 | 35e | 41 min 48 s 3 | 4 (1+0+1+2) | 53e |

| Athlètes                                            | Épreuve | Temps             | Pénalité | Rang |
| --------------------------------------------------- | ------- | ----------------- | -------- | ---- |
| Fangming Cheng Yan Xingyuan Zhu Zhenyu Zhang Chunyu | Hommes  | 1 h 26 min 27 s 5 | 2+11     | 16e  |
| Tang Jialin Chu Yuanmeng Ding Yuhuan Meng Fanqi     | Femmes  | 1 h 16 min 11 s 5 | 1+5      | 12e  |
| Fangming Cheng Chu Yuanmeng Meng Fanqi Yan Xingyuan | Mixte   | 1 h 11 min 28 s 1 | 0+12     | 15e  |

### Bobsleigh
| Athlètes * : pilote                       | Épreuve      | Course 1     | Course 1 | Course 2     | Course 2 | Course 3     | Course 3 | Course 4     | Course 4 | Total         | Total |
| Athlètes * : pilote                       | Épreuve      | Temps        | Rang     | Temps        | Rang     | Temps        | Rang     | Temps        | Rang     | Temps         | Rang  |
| ----------------------------------------- | ------------ | ------------ | -------- | ------------ | -------- | ------------ | -------- | ------------ | -------- | ------------- | ----- |
| Sun Kaizhi* Wu Qingze                     | Bob à deux   | 0 min 1 s 04 | 19e      | 1 min 0 s 01 | 9e       | 59 s 99      | 13e      | 1 min 0 s 25 | 15e      | 4 min 0 s 29  | 14e   |
| Li Chunjian* Liu Wei                      | Bob à deux   | 1 min 0 s 31 | 24e      | 1 min 0 s 01 | 18e      | 1 min 0 s 36 | 2e       | Éliminés     | Éliminés | 3 min 1 s 10  | 22e   |
| Li Chunjian* Ding Song Ye Jielong Shi Hao | Bob à quatre | 59 s 31      | 16e      | 59 s 55      | 13e      | 59 s 46      | 18e      | 59 s 66      | 17e      | 3 min 57 s 98 | 17e   |
| Sun Kaizhi* Wu Qingze Wu Zhitao Zhen Heng | Bob à quatre | 59 s 38      | 18e      | 59 s 65      | 18e      | 59 s 47      | 19e      | 59 s 47      | 12e      | 3 min 57 s 97 | 16e   |

| Athlètes * : pilote      | Épreuve    | Course 1     | Course 1 | Course 2     | Course 2 | Course 3     | Course 3 | Course 4     | Course 4 | Total         | Total |
| Athlètes * : pilote      | Épreuve    | Temps        | Rang     | Temps        | Rang     | Temps        | Rang     | Temps        | Rang     | Temps         | Rang  |
| ------------------------ | ---------- | ------------ | -------- | ------------ | -------- | ------------ | -------- | ------------ | -------- | ------------- | ----- |
| Huai Mingming            | Monobob    | 1 min 5 s 18 | 6e       | 1 min 5 s 72 | 9e       | 1 min 5 s 71 | 7e       | 1 min 5 s 97 | 8e       | 4 min 22 s 58 | 6e    |
| Ying Qing                | Monobob    | 1 min 5 s 16 | 5e       | 1 min 5 s 99 | 12e      | 1 min 5 s 82 | 9e       | 1 min 6 s 44 | 14e      | 4 min 23 s 41 | 9e    |
| Huai Mingming* Wang Xuan | Bob à deux | 1 min 1 s 88 | 11e      | 1 min 2 s 17 | 14e      | 1 min 2 s 11 | 12e      | 1 min 2 s 10 | 12e      | 4 min 8 s 26  | 11e   |
| Ying Qing* Du Jiani      | Bob à deux | 1 min 1 s 92 | 14e      | 1 min 2 s 19 | 15e      | 1 min 2 s 29 | 17e      | 1 min 2 s 09 | 11e      | 4 min 8 s 49  | 14e   |

### Combiné nordique
| Athlète                                    | Épreuve          | Saut à ski | Saut à ski | Saut à ski | Ski de fond   | Ski de fond | Total            | Total |
| Athlète                                    | Épreuve          | Distance   | Points     | Rang       | Temps         | Rang        | Temps            | Rang  |
| ------------------------------------------ | ---------------- | ---------- | ---------- | ---------- | ------------- | ----------- | ---------------- | ----- |
| Zhao Jiawen                                | Tremplin normal, | 81,0 m     | 59,0       | 42e        | 28 min 33 s 8 | 42e         | 33 min 29 s 8    | 43e   |
| Zhao Jiawen                                | Grand tremplin,  | 93,0 m     | 32,7       | 46e        | 29 min 33 s 1 | 45e         | 36 min 41 s 1    | 45e   |
| Zhao Zihe Zhao Jiawen Guo Yuhao Fan Haibin | Par équipes,     | 379,5 m    | 184,7      | 10e        | 58 min 7 s 1  | 10e         | 1 h 4 min 35 s 1 | 10e   |

### Curling
| Équipe                                                 | Épreuve          | Premier tour         | Premier tour          | Premier tour           | Premier tour         | Premier tour                | Premier tour           | Premier tour                | Premier tour                 | Premier tour         | Premier tour | Demi-finale      | Finale / MB      | Finale / MB |
| Équipe                                                 | Épreuve          | Adversaire Score     | Adversaire Score      | Adversaire Score       | Adversaire Score     | Adversaire Score            | Adversaire Score       | Adversaire Score            | Adversaire Score             | Adversaire Score     | Rang         | Adversaire Score | Adversaire Score | Rang        |
| ------------------------------------------------------ | ---------------- | -------------------- | --------------------- | ---------------------- | -------------------- | --------------------------- | ---------------------- | --------------------------- | ---------------------------- | -------------------- | ------------ | ---------------- | ---------------- | ----------- |
| Ma Xiuyue Zou Qiang Wang Zhiyu Xu Jingtao Jiang Dongxu | Tournoi masculin | Suède Défaite 4-6    | ROC Défaite 4-7       | Danemark Victoire 5-4  | Italie Victoire 12-9 | Grande-Bretagne Défaite 6-7 | États-Unis Défaite 6-8 | Canada Défaite 8-10         | Norvège Victoire 8-6         | Suisse Victoire 6-5  | 5e           | Éliminés         | Éliminés         | Éliminés    |
| Han Yu Wang Rui Dong Ziqi Zhang Lijun Jiang Xindi      | Tournoi féminin  | Danemark Défaite 6-7 | Suisse Défaite 5-7    | États-Unis Défaite 4-8 | Suède Victoire 9-6   | Corée du Sud Victoire 6-5   | Japon Défaite 2-10     | ROC Défaite 5-11            | Grande-Bretagne Victoire 8-4 | Canada Victoire 11-9 | 7e           | Éliminées        | Éliminées        | Éliminées   |
| Fan Suyuan Ling Zhi                                    | Double mixte     | Suisse Victoire 7-6  | Australie Défaite 6-5 | Suède Défaite 6-7      | Canada Défaite 6-8   | États-Unis Défaite 5-7      | Norvège Défaite 6-9    | Grande-Bretagne Défaite 5-6 | Italie Défaite 4-8           | Tchéquie Défaite 6-8 | 9e           | Éliminés         | Éliminés         | Éliminés    |

### Hockey sur glace
| Compétition      | Phase de groupe        | Phase de groupe       | Phase de groupe    | Phase de groupe   | Phase de groupe | Tour qualificatif  | Quart de finale  | Demi-finale      | Finale / MB      | Finale / MB |
| Compétition      | Adversaire Score       | Adversaire Score      | Adversaire Score   | Adversaire Score  | Rang            | Adversaire Score   | Adversaire Score | Adversaire Score | Adversaire Score | Rang        |
| ---------------- | ---------------------- | --------------------- | ------------------ | ----------------- | --------------- | ------------------ | ---------------- | ---------------- | ---------------- | ----------- |
| Tournoi masculin | États-Unis Défaite 0-8 | Allemagne Défaite 2-3 | Canada Défaite 0-5 | Non disputé       | 4e              | Canada Défaite 2-7 | Éliminés         | Éliminés         | Éliminés         | 12e         |
| Tournoi féminin  | Tchéquie Défaite 1-3   | Danemark Victoire 3-1 | Japon Victoire 2-1 | Suède Défaite 1-2 | 4e              | Non disputé        | Éliminées        | Éliminées        | Éliminées        | 9e          |

### Luge
| Athlètes                                       | Épreuve          | Course 1      | Course 1 | Course 2      | Course 2 | Course 3      | Course 3    | Course 4    | Course 4    | Total          | Total |
| Athlètes                                       | Épreuve          | Temps         | Rang     | Temps         | Rang     | Temps         | Rang        | Temps       | Rang        | Temps          | Rang  |
| ---------------------------------------------- | ---------------- | ------------- | -------- | ------------- | -------- | ------------- | ----------- | ----------- | ----------- | -------------- | ----- |
| Wang Peixuan                                   | Monoplace femmes | 1 min 0 s 986 | 29e      | 1 min 0 s 391 | 28e      | 1 min 0 s 025 | 28e         | Éliminée    | Éliminée    | 3 min 1 s 402  | 29e   |
| Fan Duoyao                                     | Monoplace hommes | 58 s 848      | 23e      | 58 s 883      | 21e      | 58 s 895      | 25e         | Éliminé     | Éliminé     | 2 min 56 s 626 | 24e   |
| Huang Yebo Peng Junyue                         | Biplace (hommes) | 1 min 0 s 732 | 17e      | 1 min 0 s 840 | 17e      | Non disputé   | Non disputé | Non disputé | Non disputé | 2 min 1 s 572  | 17e   |
| Wang Peixuan Fan Duoyao Huang Yebo Peng Junyue | Relais mixte     | 1 min 1 s 947 | 13e      | 1 min 3 s 467 | 11e      | 1 min 4 s 768 | 13e         | Non disputé | Non disputé | 3 min 10 s 182 | 12e   |

### Patinage artistique
| Athlète               | Épreuve           | Programme court Danse originale | Programme court Danse originale | Programme libre Danse libre | Programme libre Danse libre | Total    | Total                          |
| Athlète               | Épreuve           | Points                          | Rang                            | Points                      | Rang                        | Points   | Rang                           |
| --------------------- | ----------------- | ------------------------------- | ------------------------------- | --------------------------- | --------------------------- | -------- | ------------------------------ |
| Jin Boyang            | Individuel hommes | 90,98                           | 11e                             | 179,45                      | 8e                          | 270,43   | 9e                             |
| Zhu Yi                | Individuel femmes | 53,44                           | 27e                             | Éliminée                    | Éliminée                    | Éliminée | Éliminée                       |
| Peng Cheng Jin Yang   | Couples           | 76,10                           | 5e                              | 138,74                      | 6e                          | 214,84   | 5e                             |
| Sui Wenjing Han Cong  | Couples           | 84,41                           | 1er                             | 155,47                      | 1er                         | 239,88   | Médaille d'or, Jeux olympiques |
| Wang Shiyue Liu Xinyu | Danse sur glace   | 73,41                           | 12e                             | 111,01                      | 12e                         | 184,42   | 12e                            |

| Athlètes                                                 | Discipline | Programme court / Danse rythmique | Programme court / Danse rythmique | Programme court / Danse rythmique | Programme court / Danse rythmique | Programme libre / Danse libre | Programme libre / Danse libre | Programme libre / Danse libre | Programme libre / Danse libre |
| Athlètes                                                 | Discipline | Points                            | Points équipe                     | Total                             | Rang                              | Points                        | Points équipe                 | Total                         | Rang                          |
| -------------------------------------------------------- | ---------- | --------------------------------- | --------------------------------- | --------------------------------- | --------------------------------- | ----------------------------- | ----------------------------- | ----------------------------- | ----------------------------- |
| Jin Boyang                                               | Hommes     | 82,87                             | 5                                 | 22                                | =5e                               | 155,04                        | 7                             | 50                            | 5e                            |
| Zhu Yi                                                   | Femmes     | 47,03                             | 1                                 | 22                                | =5e                               | 91,41                         | 6                             | 50                            | 5e                            |
| Sui Wenjing (C) Han Cong (C) Peng Cheng (L) Jin Yang (L) | Couples    | 82,83                             | 10                                | 22                                | =5e                               | 131,75                        | 8                             | 50                            | 5e                            |
| Wang Shiyue Liu Xinyu                                    | Danse      | 74,66                             | 6                                 | 22                                | =5e                               | 107,18                        | 7                             | 50                            | 5e                            |

### Patinage de vitesse
| Athlète       | Épreuve      | Course        | Course                         |
| Athlète       | Épreuve      | Temps         | Rang                           |
| ------------- | ------------ | ------------- | ------------------------------ |
| Gao Tingyu    | 500 mètres   | 34 s 32       | Médaille d'or, Jeux olympiques |
| Yang Tao      | 500 mètres   | 35 s 162      | 21e                            |
| Lian Ziwen    | 1 000 mètres | 1 min 9 s 93  | 19e                            |
| Ning Zhongyan | 1 000 mètres | 1 min 8 s 60  | 5e                             |
| Lian Ziwen    | 1 500 mètres | 1 min 49 s 15 | 27e                            |
| Ning Zhongyan | 1 500 mètres | 1 min 45 s 28 | 7e                             |
| Wang Haotian  | 1 500 mètres | 1 min 47 s 13 | 20e                            |

| Athlète       | Épreuve      | Course        | Course |
| Athlète       | Épreuve      | Temps         | Rang   |
| ------------- | ------------ | ------------- | ------ |
| Jin Jingzhu   | 500 mètres   | 37 s 88       | 12e    |
| Tian Ruining  | 500 mètres   | 37 s 982      | 14e    |
| Jin Jingzhu   | 1 000 mètres | 1 min 16 s 90 | 22e    |
| Li Qishi      | 1 000 mètres | 1 min 15 s 99 | 14e    |
| Yin Qi        | 1 000 mètres | 1 min 16 s    | 15e    |
| Adake Ahenaer | 1 500 mètres | 1 min 58 s 59 | 17e    |
| Han Mei       | 1 500 mètres | 1 min 56 s 08 | 11e    |
| Yin Qi        | 1 500 mètres | 1 min 57 s    | 15e    |
| Adake Ahenaer | 3 000 mètres | 4 min 12 s 28 | 17e    |
| Han Mei       | 3 000 mètres | 4 min 7 s 74  | 15e    |
| Han Mei       | 5 000 mètres | 7 min 8 s 37  | 11e    |

| Athlète       | Épreuve | Demi-finale | Demi-finale   | Demi-finale | Finale       | Finale        | Finale |
| Athlète       | Épreuve | Points      | Temps         | Rang        | Points       | Temps         | Rang   |
| ------------- | ------- | ----------- | ------------- | ----------- | ------------ | ------------- | ------ |
| Ning Zhongyan | Hommes  | 20          | 7 min 56 s 75 | 3e          | 0            | 7 min 48 s 07 | 12e    |
| Wang Haotian  | Hommes  | 0           | 7 min 46 s 30 | 12e         | Éliminé      | Éliminé       | 23e    |
| Guo Dan       | Femmes  | 21          | 8 min 34 s 39 | 3e          | 0            | 8 min 18 s 61 | 13e    |
| Li Qishi      | Femmes  | 23          | 8 min 29 s 01 | 3e          | Disqualifiée | Disqualifiée  | 16e    |

| Athlète                        | Épreuve | Quart de finale            | Quart de finale | Demi-finale      | Demi-finale    | Finale                                  | Finale |
| Athlète                        | Épreuve | Adversaire Temps           | Rang            | Adversaire Temps | Rang           | Adversaire Temps                        | Rang   |
| ------------------------------ | ------- | -------------------------- | --------------- | ---------------- | -------------- | --------------------------------------- | ------ |
| Lian Ziwen Wang Haotian Xu Fu  | Hommes  | ROC Défaite 3 min 52 s 25  | 8e              | Non qualifiés    | Non qualifiés  | Finale D Italie Défaite 3 min 52 s 58   | 8e     |
| Han Mei Ahenaer Adake Li Qishi | Femmes  | Japon Défaite 3 min 0 s 58 | 5e              | Non qualifiées   | Non qualifiées | Finale C Norvège Victoire 2 min 58 s 33 | 5e     |

### Patinage de vitesse sur piste courte (short-track)
| Athlète                                              | Épreuve               | Série          | Série       | Quart de Finale | Quart de Finale | Demi-finale    | Demi-finale | Finale Finale B   | Finale Finale B                     |
| Athlète                                              | Épreuve               | Temps          | Rang        | Temps           | Rang            | Temps          | Rang        | Temps             | Rang                                |
| ---------------------------------------------------- | --------------------- | -------------- | ----------- | --------------- | --------------- | -------------- | ----------- | ----------------- | ----------------------------------- |
| Ren Ziwei                                            | 500 m hommes          | 40 s 669       | 1er         | 40 s 714        | 3e              | Éliminé        | Éliminé     | Éliminé           | 11e                                 |
| Sun Long                                             | 500 m hommes          | 42 s 871       | 3e Repêché  | 40 s 779        | e               | Éliminé        | Éliminé     | Éliminé           | 15e                                 |
| Wu Dajing                                            | 500 m hommes          | 40 s 230       | 1er         | 40 s 528        | 1er             | 40 s 478       | 3e          | Finale B 41 s 157 | 6e                                  |
| Li Wenlong                                           | 1 000 m hommes        | 1 min 23 s 140 | 3e          | 1 min 30 s 550  | 2e              | 1 min 26 s 722 | 2e          | 1 min 29 s 917    | Médaille d'argent, Jeux olympiques  |
| Ren Ziwei                                            | 1 000 m hommes        | 1 min 23 s 772 | 1er         | 1 min 34 s 211  | 2e              | 1 min 26 s 576 | 1er         | 1 min 26 s 768    | Médaille d'or, Jeux olympiques      |
| Wu Dajing                                            | 1 000 m hommes        | 1 min 23 s 927 | 1er         | 1 min 33 s 302  | 2e              | 1 min 23 s 928 | 2e          | 1 min 42 s 937    | 4e                                  |
| Sun Long                                             | 1 500 m hommes        | Non disputé    | Non disputé | 2 min 19 s 244  | 4e              | Éliminé        | Éliminé     | Éliminé           | 25e                                 |
| Ren Ziwei                                            | 1 500 m hommes        | Non disputé    | Non disputé | 2 min 15 s 084  | 1er             | Pénalité       | Pénalité    | Éliminé           | 21e                                 |
| Zhang Tianyi                                         | 1 500 m hommes        | Non disputé    | Non disputé | -               | 6e              | Éliminé        | Éliminé     | Éliminé           | 33e                                 |
| Li Wenlong Ren Ziwei Sun Long Wu Dajing              | Relais hommes 5 000 m | Non disputé    | Non disputé | Non disputé     | Non disputé     | 6 min 51 s 040 | 4e Repêchés | 6 min 51 s 654    | 5e                                  |
| Fan Kexin                                            | 500 m femmes          | 43 s 275       | 1re         | 1 min 3 s 594   | 3e              | Éliminée       | Éliminée    | Éliminée          | 11e                                 |
| Qu Chunyu                                            | 500 m femmes          | 42 s 691       | 2e          | 43 s 029        | 2e              | Pénalité       | Pénalité    | Éliminée          | 10e                                 |
| Zhang Yuting                                         | 500 m femmes          | 43 s 233       | 2e          | 54 s 211        | 3e Repêchée     | 43 s 196       | 2e          | 42 s 803          | 4e                                  |
| Han Yutong                                           | 1 000 m femmes        | 1 min 27 s 401 | 2e          | 1 min 31 s 638  | 5e              | Éliminée       | Éliminée    | Éliminée          | 18e                                 |
| Qu Chunyu                                            | 1 000 m femmes        | 1 min 30 s 342 | 1re         | 1 min 28 s 355  | 4e              | Éliminée       | Éliminée    | Éliminée          | 13e                                 |
| Zhang Chutong                                        | 1 000 m femmes        | 1 min 27 s 910 | 3e          | 1 min 29 s 755  | 4e              | Éliminée       | Éliminée    | Éliminée          | 15e                                 |
| Han Yutong]                                          | 1 500 m femmes        | Non disputé    | Non disputé | 2 min 21 s 191  | 3e              | 2 min 17 s 112 | 2e          | 2 min 19 s 060    | 7e                                  |
| Zhang Chutong                                        | 1 500 m femmes        | Non disputé    | Non disputé | 2 min 19 s 839  | 4e              | 2 min 26 s 717 | 7e          | Éliminée          | 20e                                 |
| Zhang Yuting                                         | 1 500 m femmes        | Non disputé    | Non disputé | 2 min 22 s 161  | 3e              | 2 min 18 s 741 | 6e          | Éliminée          | 17e                                 |
| Fan Kexin Han Yutong Qu Chunyu Zhang Yuting          | Relais femmes 3 000 m | Non disputé    | Non disputé | Non disputé     | Non disputé     | 4 min 4 s 383  | 2e          | 4 min 3 s 863     | Médaille de bronze, Jeux olympiques |
| Qu Chunyu Fan Kexin Wu Dajing Ren Ziwei Zhang Yuting | Relais mixte 2 000 m  | Non disputé    | Non disputé | 2 min 37 s 535  | 1er             | 2 min 38 s 783 | 2e          | 2 min 37 s 348    | Médaille d'or, Jeux olympiques      |

### Saut à ski
| Athlète                                       | Épreuve                   | Qualification | Qualification | Qualification | Finale   | Finale   | Finale   | Finale   | Finale   | Finale   | Finale   | Finale   |
| Athlète                                       | Épreuve                   | Qualification | Qualification | Qualification | 1er saut | 1er saut | 1er saut | 2e saut  | 2e saut  | 2e saut  | Total    | Total    |
| Athlète                                       | Épreuve                   | Distance      | Points        | Rang          | Distance | Points   | Rang     | Distance | Points   | Rang     | Points   | Rang     |
| --------------------------------------------- | ------------------------- | ------------- | ------------- | ------------- | -------- | -------- | -------- | -------- | -------- | -------- | -------- | -------- |
| Song Qiwu                                     | Hommes (tremplin normal), | 61,5 m        | 24,3          | 53e           | Éliminé  | Éliminé  | Éliminé  | Éliminé  | Éliminé  | Éliminé  | Éliminé  | Éliminé  |
| Song Qiwu                                     | Hommes (grand tremplin),  | 94,5 m        | 50,7          | 55e           | Éliminé  | Éliminé  | Éliminé  | Éliminé  | Éliminé  | Éliminé  | Éliminé  | Éliminé  |
| Zhen Weijie Lyu Yixin Song Qiwu Zhou Xiaoyang | Par équipes hommes        | Non disputé   | Non disputé   | Non disputé   | 346,0 m  | 115,0    | 11e      | m        | Éliminés | Éliminés | Éliminés | Éliminés |
| Dong Bing                                     | Femmes                    | Non disputé   | Non disputé   | Non disputé   | 73,0 m   | 57,3     | 31e      | Éliminée | Éliminée | Éliminée | Éliminée | Éliminée |
| Peng Qingyue                                  | Femmes                    | Non disputé   | Non disputé   | Non disputé   | 63,5 m   | 31,3     | 38e      | Éliminée | Éliminée | Éliminée | Éliminée | Éliminée |
| Dong Bing Peng Qingyue Song Qiwu Zhao Jiawen  | Par équipes mixte         | Non disputé   | Non disputé   | Non disputé   | 286,5 m  | 229,8    | 10e      | Éliminés | Éliminés | Éliminés | Éliminés | Éliminés |

### Skeleton
| Athlètes    | Épreuve | Course 1     | Course 1 | Course 2     | Course 2 | Course 3     | Course 3 | Course 4     | Course 4 | Total         | Total                               |
| Athlètes    | Épreuve | Temps        | Rang     | Temps        | Rang     | Temps        | Rang     | Temps        | Rang     | Temps         | Rang                                |
| ----------- | ------- | ------------ | -------- | ------------ | -------- | ------------ | -------- | ------------ | -------- | ------------- | ----------------------------------- |
| Yan Wengang | Hommes  | 1 min 0 s 43 | 3e       | 1 min 0 s 65 | 4e       | 1 min 0 s 54 | 6e       | 1 min 0 s 15 | 1er      | 4 min 1 s 77  | Médaille de bronze, Jeux olympiques |
| Yin Zheng   | Hommes  | 1 min 0 s 74 | 7e       | 1 min 0 s 71 | 5e       | 1 min 0 s 40 | 4e       | 1 min 0 s 28 | 2e       | 4 min 2 s 13  | 5e                                  |
| Li Yuxi     | Femmes  | 1 min 2 s 64 | 14e      | 1 min 2 s 62 | 9e       | 1 min 2 s 39 | 12e      | 1 min 2 s 94 | 19e      | 4 min 10 s 59 | 14e                                 |
| Zhao Dan    | Femmes  | 1 min 2 s 26 | 3e       | 1 min 2 s 40 | 5e       | 1 min 2 s 53 | 16e      | 1 min 2 s 33 | 9e       | 4 min 9 s 52  | 9e                                  |

### Ski acrobatique
| Athlète      | Épreuve | Qualification | Qualification | Qualification | Qualification | Qualification | Finale   | Finale   | Finale   | Finale   | Finale                         |
| Athlète      | Épreuve | Course 1      | Course 2      | Course 3      | Meilleur      | Rang          | Course 1 | Course 2 | Course 3 | Meilleur | Rang                           |
| ------------ | ------- | ------------- | ------------- | ------------- | ------------- | ------------- | -------- | -------- | -------- | -------- | ------------------------------ |
| He Jinbo     | Hommes  | 45,25         | 36,75         | 49,00         | 85,75         | 27e           | Éliminé  | Éliminé  | Éliminé  | Éliminé  | Éliminé                        |
| Gu Ailing    | Femmes  | 89,00         | 24,50         | 72,25         | 161,25        | 5e            | 93,75    | 88,50    | 94,50    | 188,25   | Médaille d'or, Jeux olympiques |
| Yang Shuorui | Femmes  | 38,25         | 40,50         | 55,50         | 96,00         | 20e           | Éliminée | Éliminée | Éliminée | Éliminée | Éliminée                       |

| Athlète       | Épreuve | Qualification | Qualification | Qualification | Qualification | Finale   | Finale   | Finale   | Finale   | Finale                         |
| Athlète       | Épreuve | Course 1      | Course 2      | Meilleur      | Rang          | Course 1 | Course 2 | Course 3 | Meilleur | Rang                           |
| ------------- | ------- | ------------- | ------------- | ------------- | ------------- | -------- | -------- | -------- | -------- | ------------------------------ |
| He Binghan    | Hommes  | 45,00         | 17,75         | 45,00         | 21e           | Éliminé  | Éliminé  | Éliminé  | Éliminé  | Éliminé                        |
| Mao Bingqiang | Hommes  | 62,75         | 66,25         | 66,25         | 14e           | Éliminé  | Éliminé  | Éliminé  | Éliminé  | Éliminé                        |
| Sun Jingbo    | Hommes  | 4,25          | 48,75         | 48,75         | 18e           | Éliminé  | Éliminé  | Éliminé  | Éliminé  | Éliminé                        |
| Wang Haizhuo  | Hommes  | 37,00         | 9,25          | 37,00         | 22e           | Éliminé  | Éliminé  | Éliminé  | Éliminé  | Éliminé                        |
| Gu Ailing     | Femmes  | 93,75         | 95,50         | 95,50         | 1re           | 93,25    | 95,25    | 30,00    | 95,25    | Médaille d'or, Jeux olympiques |
| Li Fanghui    | Femmes  | 84,75         | 19,25         | 84,75         | 7e            | 81,75    | 86,50    | 16,75    | 86,50    | 5e                             |
| Wu Meng       | Femmes  | 12,50         | 67,75         | 67,75         | 16e           | Éliminée | Éliminée | Éliminée | Éliminée | Éliminée                       |
| Zhang Kexin   | Femmes  | 77,50         | 86,50         | 86,50         | 5e            | 78,75    | 25,75    | 3,25     | 78,75    | 7e                             |

| Athlète      | Épreuve | Qualification | Qualification | Qualification | Qualification | Finale   | Finale   | Finale   | Finale   | Finale                             |
| Athlète      | Épreuve | Course 1      | Course 2      | Meilleur      | Rang          | Course 1 | Course 2 | Course 3 | Meilleur | Rang                               |
| ------------ | ------- | ------------- | ------------- | ------------- | ------------- | -------- | -------- | -------- | -------- | ---------------------------------- |
| He Jinbo     | Hommes  | 42,83         | 20,85         | 42,83         | 21e           | Éliminé  | Éliminé  | Éliminé  | Éliminé  | Éliminé                            |
| Gu Ailing    | Femmes  | 57,28         | 79,38         | 79,38         | 3e            | 69,90    | 16,98    | 86,23    | 86,23    | Médaille d'argent, Jeux olympiques |
| Yang Shuorui | Femmes  | 18,46         | 39,05         | 39,05         | 23e           | Éliminée | Éliminée | Éliminée | Éliminée | Éliminée                           |

| Athlète   | Épreuve | Qualification | Qualification | Qualification | Qualification | Finale   | Finale   | Finale   | Finale   | Finale   | Finale   |
| Athlète   | Épreuve | Course 1      | Course 1      | Course 2      | Course 2      | Finale 1 | Finale 1 | Finale 2 | Finale 2 | Finale 3 | Finale 3 |
| Athlète   | Épreuve | Points        | Rang          | Points        | Rang          | Points   | Rang     | Points   | Rang     | Points   | Rang     |
| --------- | ------- | ------------- | ------------- | ------------- | ------------- | -------- | -------- | -------- | -------- | -------- | -------- |
| Zhao Yang | Hommes  | 61,47         | 28e           | 64,95         | 20e           | Éliminé  | Éliminé  | Éliminé  | Éliminé  | Éliminé  | 30e      |
| Li Nan    | Femmes  | 63,32         | 19e           | 10,67         | 15e           | Éliminée | Éliminée | Éliminée | Éliminée | Éliminée | 25e      |

| Jia Zongyang | Hommes | 125,67 | 2e  | Exempté  | Exempté  | 123,45   | 5e       | 88,69    | 12e      | Éliminé  | 7e                             |
| Qi Guangpu   | Hommes | 127,88 | 1er | Exempté  | Exempté  | 125,22   | 3e       | 114,48   | 8e       | 129,00   | Médaille d'or, Jeux olympiques |
| Sun Jiaxu    | Hommes | 85,40  | 23e | 110,86   | 12e      | Éliminé  | Éliminé  | Éliminé  | Éliminé  | Éliminé  | 18e                            |
| Wang Xindi   | Hommes | 114,60 | 12e | 98,19    | 8e       | Éliminé  | Éliminé  | Éliminé  | Éliminé  | Éliminé  | 14e                            |
| Kong Fanyu   | Femmes | 83,78  | 9e  | 81,99    | 4e       | 102,71   | 3e       | 62,24    | 3e       | 59,67    | 6e                             |
| Shao Qi      | Femmes | 77,49  | 15e | 77,49    | 11e      | Éliminée | Éliminée | Éliminée | Éliminée | Éliminée | 17e                            |
| Xu Mengtao   | Femmes | 101,10 | 3e  | Exemptée | Exemptée | 103,89   | 2e       | DNS      | DNS      | 108,61   | Médaille d'or, Jeux olympiques |

| Athlètes     | Saut 1 | Saut 1 | Saut 1 | Saut 2 | Saut 2 | Saut 2                             |
| Athlètes     | Points | Total  | Rang   | Points | Total  | Rang                               |
| ------------ | ------ | ------ | ------ | ------ | ------ | ---------------------------------- |
| Xu Mengtao   | 94,01  | 336,89 | 1er    | 106,03 | 324,22 | Médaille d'argent, Jeux olympiques |
| Jia Zongyang | 124,78 | 336,89 | 1er    | 96,02  | 324,22 | Médaille d'argent, Jeux olympiques |
| Qi Guangpu   | 118,10 | 336,89 | 1er    | 122,17 | 324,22 | Médaille d'argent, Jeux olympiques |

| Athlète     | Épreuve | Qualification | Qualification | Huitième de finale | Quart de finale | Demi-finale | Finale A Finale B | Classement final |
| Athlète     | Épreuve | Temps         | Rang          | Rang               | Rang            | Rang        | Rang              | Classement final |
| ----------- | ------- | ------------- | ------------- | ------------------ | --------------- | ----------- | ----------------- | ---------------- |
| Pu Rui      | Femmes  | 1 min 30 s 01 | 25e           | 4e                 | Éliminée        | Éliminée    | Éliminée          | 25e              |
| Ran Hongyun | Femmes  | 1 min 25 s 85 | 24e           | 3e                 | Éliminée        | Éliminée    | Éliminée          | 24e              |

### Ski alpin
| Athlète        | Épreuve      | 1re manche    | 1re manche  | 2e manche     | 2e manche   | Total         | Total   |
| Athlète        | Épreuve      | Temps         | Rang        | Temps         | Rang        | Temps         | Rang    |
| -------------- | ------------ | ------------- | ----------- | ------------- | ----------- | ------------- | ------- |
| Xu Mingfu      | Slalom       | Abandon       | Abandon     | Éliminé       | Éliminé     | Éliminé       | Éliminé |
| Zhang Yangming | Slalom       | Abandon       | Abandon     | Éliminé       | Éliminé     | Éliminé       | Éliminé |
| Xu Mingfu      | Slalom géant | 1 min 15 s 96 | 41e         | 1 min 17 s 26 | 31e         | 2 min 33 s 22 | 33e     |
| Zhang Yangming | Slalom géant | 1 min 15 s 66 | 40e         | 1 min 19 s 51 | 35e         | 2 min 35 s 17 | 36e     |
| Xu Mingfu      | Super G      | Non disputé   | Non disputé | Non disputé   | Non disputé | Abandon       | Abandon |
| Zhang Yangming | Super G      | Non disputé   | Non disputé | Non disputé   | Non disputé | 1 min 29 s 39 | 33e     |
| Xu Mingfu      | Descente     | Non disputé   | Non disputé | Non disputé   | Non disputé | 1 min 56 s 93 | 36e     |
| Zhang Yangming | Descente     | Non disputé   | Non disputé | Non disputé   | Non disputé | Abandon       | Abandon |
| Xu Mingfu      | Combiné      | 1 min 55 s 32 | 24e         | 1 min 5 s 8   | 17e         | 3 min 0 s 40  | 17e     |
| Zhang Yangming | Combiné      | 1 min 55 s 25 | 23e         | 54 s 47       | 13e         | 2 min 49 s 72 | 16e     |

| Athlète      | Épreuve      | 1re manche    | 1re manche  | 2e manche    | 2e manche   | Finale        | Finale   |
| Athlète      | Épreuve      | Temps         | Rang        | Temps        | Rang        | Temps         | Rang     |
| ------------ | ------------ | ------------- | ----------- | ------------ | ----------- | ------------- | -------- |
| Kong Fanying | Slalom       | 1 min 5 s 97  | 54e         | 1 min 5 s 98 | 47e         | 2 min 11 s 95 | 47e      |
| Ni Yueming   | Slalom       | Abandon       | Abandon     | Éliminée     | Éliminée    | Éliminée      | Éliminée |
| Kong Fanying | Slalom géant | 1 min 8 s 25  | 50e         | 1 min 7 s 17 | 41e         | 2 min 15 s 42 | 40e      |
| Ni Yueming   | Slalom géant | 1 min 8 s 75  | 53e         | 1 min 8 s 31 | 43e         | 2 min 17 s 06 | 44e      |
| Kong Fanying | Super G      | Non disputé   | Non disputé | Non disputé  | Non disputé | 1 min 23 s 51 | 41e      |
| Ni Yueming   | Super G      | Non disputé   | Non disputé | Non disputé  | Non disputé | 1 min 22 s 59 | 40e      |
| Kong Fanying | Descente     | Non disputé   | Non disputé | Non disputé  | Non disputé | 1 min 44 s 53 | 31e      |
| Kong Fanying | Combiné      | 1 min 41 s 95 | 24e         | 1 min 5 s 73 | 15e         | 2 min 47 s 68 | 15e      |

| Athlètes                                         | Huitième de finale  | Quart de finale     | Demi-finale         | Finale / MB         | Finale / MB |
| Athlètes                                         | Adversaire Résultat | Adversaire Résultat | Adversaire Résultat | Adversaire Résultat | Rang        |
| ------------------------------------------------ | ------------------- | ------------------- | ------------------- | ------------------- | ----------- |
| Xu Mingfu Zhang Yangming Kong Fanying Ni Yueming | Suisse Défaitr 0-4  | Éliminés            | Éliminés            | Éliminés            | 15e         |

### Ski de fond
| Athlète                                          | Épreuve                   | Classique         | Classique   | Libre             | Libre             | Total               | Total |
| Athlète                                          | Épreuve                   | Temps             | Rang        | Temps             | Rang              | Temps               | Rang  |
| ------------------------------------------------ | ------------------------- | ----------------- | ----------- | ----------------- | ----------------- | ------------------- | ----- |
| Chen Degen                                       | Skiathlon (15 km + 15 km) | 45 min 55 s 6     | 60e         | A concédé un tour | A concédé un tour | A concédé un tour   | 59e   |
| Hadesi Badelihan                                 | Skiathlon (15 km + 15 km) | 44 min 4 s 2      | 49e         | A concédé un tour | A concédé un tour | A concédé un tour   | 50e   |
| Liu Rongsheng                                    | Skiathlon (15 km + 15 km) | 43 min 19 s 3     | 45e         | 41 min 5 s 6      | 37e               | 1 h 24 min 59 s 6   | 38e   |
| Shang Jincai                                     | Skiathlon (15 km + 15 km) | 43 min 3 s 2      | 41e         | 43 min 8 s 8      | 48e               | 1 h 26 min 48 s 2   | 49e   |
| Ciren Zhandui                                    | 15 km classique           | Non disputé       | Non disputé | Non disputé       | Non disputé       | 43 min 22 s 2       | 63e   |
| Hadesi Badelihan                                 | 15 km classique           | 42 min 48 s 1     | 57e         |                   |                   |                     |       |
| Liu Rongsheng                                    | 15 km classique           | 41 min 51 s 7     | 57e         |                   |                   |                     |       |
| Shang Jincai                                     | 15 km classique           | 41 min 29 s 6     | 41e         |                   |                   |                     |       |
| Chen Degen                                       | 50 km libre 30 km libre   | Non disputé       | Non disputé | Non disputé       | Non disputé       | 1 h 18 min 14 s 1   | 41e   |
| Hadesi Badelihan                                 | 50 km libre 30 km libre   | 1 h 19 min 45 s 9 | 45e         |                   |                   |                     |       |
| Liu Rongsheng                                    | 50 km libre 30 km libre   | 1 h 19 min 58 s 5 | 48e         |                   |                   |                     |       |
| Wang Qiang                                       | 50 km libre 30 km libre   | 1 h 19 min 53 s 5 | 46e         |                   |                   |                     |       |
| Chen Degen Liu Rongsheng Shang Jincai Wang Qiang | Relais 4 × 10 km          | Non disputé       | Non disputé | Non disputé       | Non disputé       | Ont concédé un tour | 13e   |

| Athlète                                     | Épreuve                     | Classique     | Classique   | Libre         | Libre       | Total             | Total |
| Athlète                                     | Épreuve                     | Temps         | Rang        | Temps         | Rang        | Temps             | Rang  |
| ------------------------------------------- | --------------------------- | ------------- | ----------- | ------------- | ----------- | ----------------- | ----- |
| Chi Chunxue                                 | Skiathlon (7,5 km + 7,5 km) | 24 min 45 s 5 | 35e         | 23 min 40 s 7 | 34e         | 49 min 8 s 3      | 34e   |
| Dinigeer Yilamujiang                        | Skiathlon (7,5 km + 7,5 km) | 25 min 26 s 8 | 45e         | 24 min 1 s 7  | 39e         | 50 min 10 s 7     | 43e   |
| Jialin Bayani                               | Skiathlon (7,5 km + 7,5 km) | 25 min 41 s 2 | 48e         | 24 min 0 s 3  | 38e         | 50 min 20 s 2     | 46e   |
| Li Xin                                      | Skiathlon (7,5 km + 7,5 km) | 25 min 3 s 1  | 38e         | 23 min 27 s 6 | 28e         | 49 min 7 s 7      | 33e   |
| Chi Chunxue                                 | 10 km classique             | Non disputé   | Non disputé | Non disputé   | Non disputé | 31 min 10 s 6     | 39e   |
| Dinigeer Yilamujiang                        | 10 km classique             | Non disputé   | Non disputé | Non disputé   | Non disputé | 32 min 23 s 8     | 56e   |
| Li Xin                                      | 10 km classique             | Non disputé   | Non disputé | Non disputé   | Non disputé | 31 min 36 s 9     | 45e   |
| Ma Qinghua                                  | 10 km classique             | Non disputé   | Non disputé | Non disputé   | Non disputé | 31 min 52 s 3     | 50e   |
| Chi Chunxue                                 | 30 km libre                 | Non disputé   | Non disputé | Non disputé   | Non disputé | 1 h 35 min 41 s   | 38e   |
| Dinigeer Yilamujiang                        | 30 km libre                 | Non disputé   | Non disputé | Non disputé   | Non disputé | 1 h 50 min 4 s 2  | 60e   |
| Jialin Bayani                               | 30 km libre                 | Non disputé   | Non disputé | Non disputé   | Non disputé | 1 h 39 min 14 s 8 | 47e   |
| Li Xin                                      | 30 km libre                 | Non disputé   | Non disputé | Non disputé   | Non disputé | 1 h 38 min 39 s 2 | 46e   |
| Chi Chunxue Li Xin Jialin Bayani Ma Qinghua | Relais 4 × 5 km             | Non disputé   | Non disputé | Non disputé   | Non disputé | 57 min 49 s 7     | 10e   |

| Athlète                 | Épreuve            | Qualification | Qualification | Quart de finale | Quart de finale | Demi-finale    | Demi-finale | Finale    | Finale   |
| Athlète                 | Épreuve            | Temps         | Rang          | Temps           | Rang            | Temps          | Rang        | Temps     | Rang     |
| ----------------------- | ------------------ | ------------- | ------------- | --------------- | --------------- | -------------- | ----------- | --------- | -------- |
| Ciren Zhandui           | Individuel hommes  | 3 min 3 s 22  | 60e           | Éliminé         | Éliminé         | Éliminé        | Éliminé     | Éliminé   | Éliminé  |
| Liu Rongsheng           | Individuel hommes  | 3 min 12 s 14 | 79e           | Éliminé         | Éliminé         | Éliminé        | Éliminé     | Éliminé   | Éliminé  |
| Shang Jincai            | Individuel hommes  | 3 min 6 s 52  | 67e           | Éliminé         | Éliminé         | Éliminé        | Éliminé     | Éliminé   | Éliminé  |
| Wang Qiang              | Individuel hommes  | 2 min 48 s 91 | 5e            | Disqualifié     | Disqualifié     | Éliminé        | Éliminé     | Éliminé   | Éliminé  |
| Wang Qiang Shang Jincai | Par équipes hommes | Non disputé   | Non disputé   | Non disputé     | Non disputé     | 20 min 12 s 40 | 7e          | Éliminés  | 13e      |
| Chi Chunxue             | Individuel femmes  | 3 min 25 s 31 | 38e           | Éliminée        | Éliminée        | Éliminée       | Éliminée    | Éliminée  | Éliminée |
| Dinigeer Yilamujiang    | Individuel femmes  | 3 min 34 s 55 | 56e           | Éliminée        | Éliminée        | Éliminée       | Éliminée    | Éliminée  | Éliminée |
| Jialin Bayani           | Individuel femmes  | 3 min 39 s 27 | 66e           | Éliminée        | Éliminée        | Éliminée       | Éliminée    | Éliminée  | Éliminée |
| Ma Qinghua              | Individuel femmes  | 3 min 25 s 05 | 36e           | Éliminée        | Éliminée        | Éliminée       | Éliminée    | Éliminée  | Éliminée |
| Chi Chunxue Li Xin      | Par équipes femmes | Non disputé   | Non disputé   | Non disputé     | Non disputé     | 23 min 43 s 93 | 5e          | Éliminées | 11e      |

### Snowboard
| Athlète   | Épreuve | Qualification | Qualification | Qualification | Qualification | Qualification | Finale   | Finale   | Finale   | Finale   | Finale                         |
| Athlète   | Épreuve | Course 1      | Course 2      | Course 3      | Meilleur      | Rang          | Course 1 | Course 2 | Course 3 | Meilleur | Rang                           |
| --------- | ------- | ------------- | ------------- | ------------- | ------------- | ------------- | -------- | -------- | -------- | -------- | ------------------------------ |
| Su Yiming | Hommes  | 92,50         | 62,75         | 28,00         | 155,25        | 5e            | 89,50    | 93,00    | 33,00    | 182,50   | Médaille d'or, Jeux olympiques |
| Rong Ge   | Femmes  | 10,75         | 64,00         | 65,75         | 129,75        | 9e            | 29,00    | 85,75    | 74,25    | 160,00   | 5e                             |

| Athlète      | Épreuve | Qualification | Qualification | Qualification | Qualification | Finale   | Finale   | Finale   | Finale   | Finale   |
| Athlète      | Épreuve | Course 1      | Course 2      | Meilleur      | Rang          | Course 1 | Course 2 | Course 3 | Meilleur | Rang     |
| ------------ | ------- | ------------- | ------------- | ------------- | ------------- | -------- | -------- | -------- | -------- | -------- |
| Fan Xiaobing | Hommes, | 39,00         | 44,00         | 44,00         | 16e           | Éliminé  | Éliminé  | Éliminé  | Éliminé  | Éliminé  |
| Gao Hongbo   | Hommes, | 15,00         | Forfait       | 15,00         | 25e           | Éliminé  | Éliminé  | Éliminé  | Éliminé  | Éliminé  |
| Gu Ao        | Hommes, | 50,25         | 58,50         | 58,50         | 14e           | Éliminé  | Éliminé  | Éliminé  | Éliminé  | Éliminé  |
| Wang Ziyang  | Hommes, | 20,75         | 7,50          | 20,75         | 21e           | Éliminé  | Éliminé  | Éliminé  | Éliminé  | Éliminé  |
| Cai Xuetong  | Femmes, | 83,25         | 55,50         | 83,25         | 3e            | 81,25    | 64,50    | 75,00    | 81,25    | 4e       |
| Liu Jiayu    | Femmes, | 15,25         | 72,25         | 72,25         | 7e            | 11,25    | 4,75     | 73,50    | 73,50    | 8e       |
| Qiu Leng     | Femmes, | 63,50         | 66,25         | 66,25         | 12e           | 53,75    | 9,50     | 18,75    | 53,75    | 12e      |
| Wu Shaotong  | Femmes, | 10,25         | 16,75         | 16,75         | 22e           | Éliminée | Éliminée | Éliminée | Éliminée | Éliminée |

| Athlète   | Épreuve | Qualification | Qualification | Qualification | Qualification | Finale   | Finale   | Finale   | Finale   | Finale                             |
| Athlète   | Épreuve | Course 1      | Course 2      | Meilleur      | Rang          | Course 1 | Course 2 | Course 3 | Meilleur | Rang                               |
| --------- | ------- | ------------- | ------------- | ------------- | ------------- | -------- | -------- | -------- | -------- | ---------------------------------- |
| Su Yiming | Hommes  | 86,80         | 41,93         | 86,80         | 1re           | 78,38    | 88,70    | 66,58    | 88,70    | Médaille d'argent, Jeux olympiques |
| Rong Ge   | Femmes  | 29,36         | 13,01         | 29,36         | 25e           | Éliminée | Éliminée | Éliminée | Éliminée | Éliminée                           |

| Athlète      | Épreuve | Qualification | Qualification | Huitième de finale | Quart de finale | Demi-finale | Finale     | Finale   |
| Athlète      | Épreuve | Temps         | Rang          | Adversaire         | Adversaire      | Adversaire  | Adversaire | Rang     |
| ------------ | ------- | ------------- | ------------- | ------------------ | --------------- | ----------- | ---------- | -------- |
| Bi Ye        | Hommes  | 1 min 23 s 53 | 22e           | Éliminé            | Éliminé         | Éliminé     | Éliminé    | Éliminé  |
| Gong Naiying | Femmes  | 1 min 29 s 31 | 19e           | Éliminée           | Éliminée        | Éliminée    | Éliminée   | Éliminée |
| Zang Ruxin   | Femmes  | 1 min 37 s 48 | 25e           | Éliminée           | Éliminée        | Éliminée    | Éliminée   | Éliminée |

| Athlète | Épreuve | Qualification | Qualification | Huitième de finale | Quart de finale | Demi-finale | Finale A Finale B | Classement final |
| Athlète | Épreuve | Temps         | Rang          | Rang               | Rang            | Rang        | Rang              | Classement final |
| ------- | ------- | ------------- | ------------- | ------------------ | --------------- | ----------- | ----------------- | ---------------- |
| Feng He | Femmes  | 1 min 31 s 25 | 30e           | 4e                 | Éliminée        | Éliminée    | Éliminée          | 30e              |